# Ильзенбург (Гарц)
Ильзенбург (нем. Ilsenburg) — город в Германии, в земле Саксония-Анхальт. 
Входит в состав района Вернигероде. Подчиняется управлению Ильзенбург (Харц).  Население составляет 9734 человека (на 31 декабря 2010 года). Занимает площадь 42,47 км². Официальный код  —  15 3 69 016.
Город подразделяется на 4 городских района.

## Персоналии
- Бурхард (епископ Хальберштадта)[2]
- Яше, Христиан-Фридрих (1780—1871) — немецкий натуралист, геогност и минералог.